# Торсхавнский собор
Торсхавнский собор (фар. Havnar Kirkja) — кафедральный собор в Торсхавне (Фарерские острова).

## История
Здание собора было построено в 1788 году на полуострове Тинганес в старой части города, заменив старую деревянную церковь 1609 года, и сегодня является одной из достопримечательностей фарерской столицы. В 1935 и 1968 гг хор церкви продлевался, а в 1968 году к зданию были пристроены несколько помещений.
Храм, как и большинство на архипелаге, относится к Евангелическо-лютеранской церкви. Собором он стал с 1990 года, когда был объявлен резиденцией епископа Фарер.

## Описание
В здании, радикально перестроенном в 1798 году, сохранились церковная кафедра 1788 года, купель для крещения 1601 года и серебряное распятие 1713 года. Первоначально вокруг здания было кладбище, которое не используется более 100 лет.